# Володина, Светлана Александровна
Светлана Александровна Володина — филолог, искусствовед, член-корреспондент Российской академии художеств (2012).

## Биография
Светлана Александровна Володина родилась 26 февраля 1935 года в Одессе. В 1957 году окончила Московский государственный университет имени М. В. Ломоносова (по специальности «филолог»).
Работала переводчиком в Управлении внешних сношений Министерства культуры СССР, старшим редактором в Отделе международных связей Госкомитета по радиовещанию и телевидению, инокорреспондентом Бюро переводчиков МК СССР. В 1967 году С. А. Володина начала свою творческую деятельность в Академии художеств СССР.
Автор публикаций в периодической прессе, сценариев документальных фильмов, сценария художественного фильма «Ищите женщину», а также статей в различных сборниках, в том числе академических, на темы, связанные с историей Академии художеств.
Светлана Александровна — автор сценария известного кинофильма «Ищите женщину» (режиссёр — А. Сурикова), а также двухсерийного документального фильма «Смерть Владимира Маяковского».
Живёт и работает в Москве.

## Звания
- Член-корреспондент Российской академии художеств (Отделение искусствознания и художественной критики, с 2012 года)
- Заслуженный работник культуры РФ
- Кандидат искусствоведения

## Монографии, научные труды
- Володина С. А. (сост.) Жан Эффель. Избранное. (М., 1983; переиздание в 1992 г.)
- Жан Эффель. Сотворение мира. Вып. 1. Небо и земля: Альбом. Вступ. статья и пер. текстов С. А. Володиной. (М.: Изобразительное искусство, 1984)
- Французская одноактная драматургия. Перевод с французского, составление, вступительная статья С. А. Володиной. (М.: Искусство, 1984)
- Современная французская комедия. В 2-х т. Перевод с французского, составление, вступительная статья С. А. Володиной. (М., 1985)
- Симона Берто. Эдит Пиаф. Перевод с французского С. А. Володиной. (М., 1991. несколько переизданий)
- Володина С. А. Благотворительность в Российской академии художеств. (М., 2016)

## Государственные и общественные награды и премии
- Медаль ГДР «За сотрудничество между народами ГДР и СССР»
- Медаль в честь 850-летия Москвы
- Медаль Ветерана труда
- Почётная Премия «За вклад в развитие науки, культуры и искусства» Российского авторского общества (2011)
- Золотая медаль Российской академии художеств РАХ (2017)
- Благодарности РАХ.

## Взгляды
В марте 2014 года Володина поддержала аннексию Крыма, подписала письмо президенту России Владимиру Путину в поддержку аннексии

## Признание коллег
Президент Российской академии художеств Зураба Церетели в поздравлении с юбилеем Светлане Александровне Володиной, в частности, сказал:
Ваша многолетняя деятельность на ниве отечественной культуры – от переводчика до автора сценария кинофильма, полувековая творческая деятельность в Российской академии художеств, посвященная исследованию истории академии, глубокому изучению современной французской графики снискала уважение и признание профессионального сообщества.